# Söderhamns gevärsfaktori

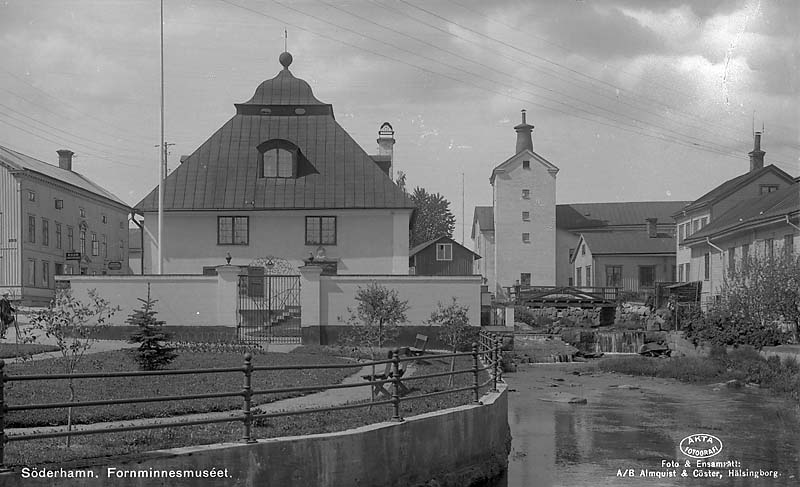
Äldre vykort med Borrhuset bakom muren.

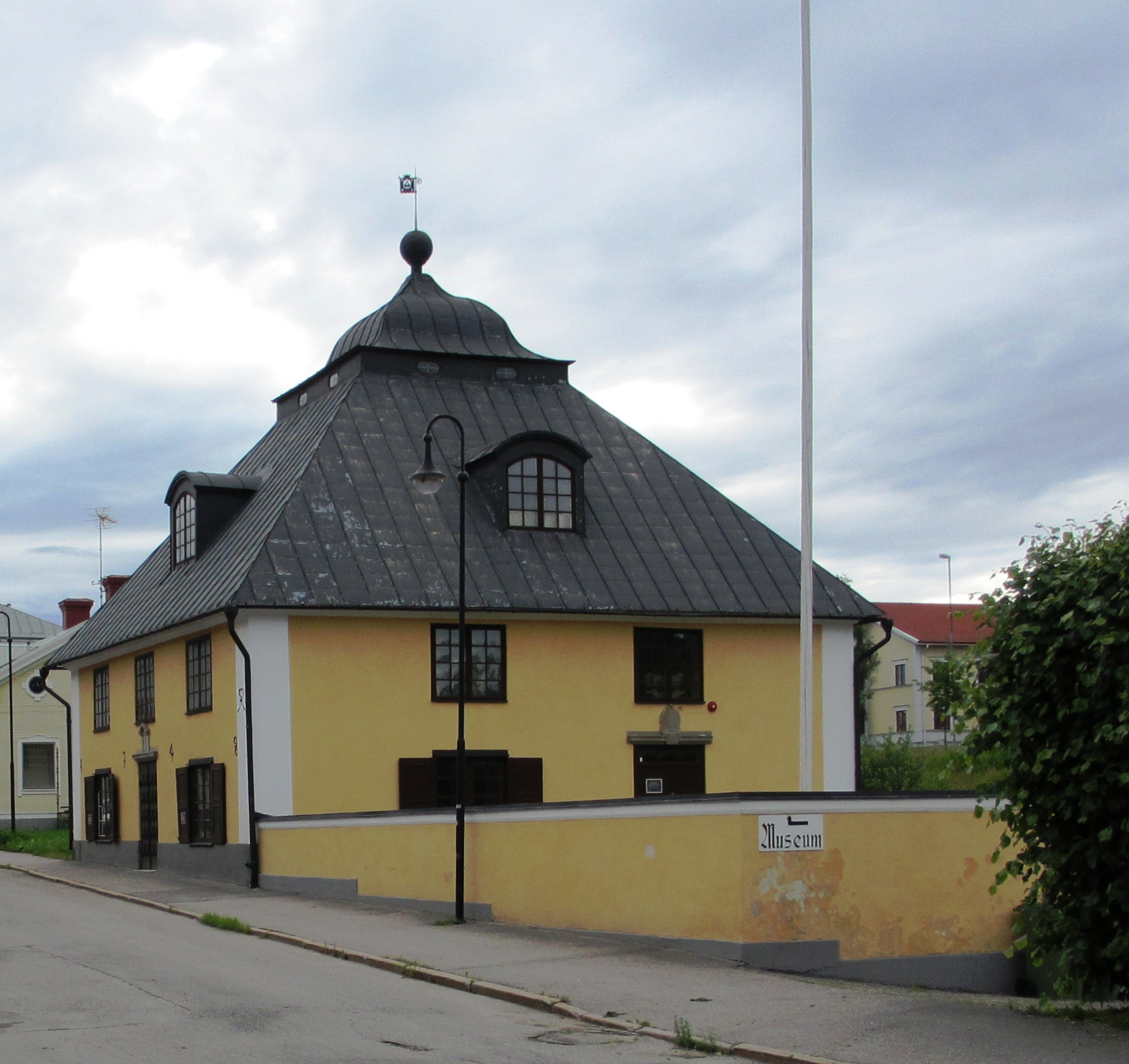
Borrhuset, numera Söderhamns museum

Söderhamns gevärsfaktori var verksamt som gevärsfaktori, i Söderhamn från 1620, året för stadens grundläggande, till nedläggningen 1813, då verksamheten flyttades till Carl Gustafs stads gevärsfaktori i Eskilstuna.

## Förhistoria
Hälsingland blev redan tidigt känd för sin vapentillverkning och 1555 prisade Olaus Magnus hälsingesmederna för sin skicklighet i sin Historia om de nordiska folken. Under Gustav Vasas tid ställdes rörsmederna i området under kronans uppsikt för att ge landets vapentillverkning en fastare organisation. En faktor tillsattes för att övervaka verksamheten. Faktorn skulle även tillhandahålla råmaterial, föra räkenskaper samt ansvara för leveranserna till Stockholm. Under 1570-talet indelades landet i distrikt, så kallade faktorier, i syfte att organisera de bönder som bedrev vapentillverkning. Hälsingefaktorns faktori bestod av Hälsingland och Medelpad. Eftersom smederna var utspridda över ett stort område befalldes de i slutet av 1580-talet att bosätta sig i den 1582 grundade staden Hudiksvall, något som ej åtlyddes.

## Anläggandet av faktoriet i Söderhamn
Under Gustav II Adolfs regeringstid, 1620, beordrades dock smederna i Hälsingland att antingen överge sitt yrke eller flytta till en större ort. De valde då själva att flytta till Söderhamn och att där anlägga en stad. Efter att dåvarande faktorn Carl Olofsson Burman sommaren 1620 rest till Stockholm för att framföra detta önskemål till kungen utfärdade Gustav II Adolf den 7 september 1620 privilegier för den nya staden och samma dag fick Olof Bure i uppdrag att utarbeta en stadsplan. Över 40 rörsmeder inflyttade till Söderhamn och bönderna ålades att tillhandahålla byggnadsmaterial och göra dagsverken.
Under de första åren blev vapentillverkningen vid gevärsfaktoriet i Söderhamn mycket intensiv. Efter Burmans död 1623 fick emellertid den nye faktorn Nils Tomasson svårt att leverera det överenskomna antalet vapen, samtidigt som han i likhet med sin företrädare såg till att dra fördel av sin ställning på de underlydandes bekostnad, vilket ledde till konflikter med hantverkarna. Under trettioåriga kriget ökade dock tillverkningen. 
Efter Tomassons död 1640 blev den tidigare befallningsmannen Johan Eskilsson ny faktor. Osämjan upphörde då, men återkom efter Eskilssons död 1644, då han efterträddes av sin måg Hans Behm, då hantverkarnas löner inte utbetalades och de till slut tvingades pantsätta sina gårdar. Efter att Krigskollegium 1668 fått kännedom om dessa förhållanden fick dock hantverkarna ersättning för sina fordringar. Kronan hade emellertid brist på pengar och Behm klagade hos Krigskollegium över att ett stort antal musköter levererats utan att betalning erhållits. Krisen blev än värre efter stadsbranden den 10 september 1675, då stora delar av staden, inklusive rådhuset totalförstördes.
En kort tid därefter avled Behm och ersattes 1677 av fältsekreteraren Magnus Blix, som blev förhållandevis framgångsrik som faktor. Under den svåra torkan i slutet av sinade vattnet som drev borrsvängarna, vilket han löste genom att gräva igenom höjden mellan Täljesjön och det övre fallet innanför tullporten i Söderhamn. Blix avled 1696 efter att ha brutits ned av sjukdom och ett borgensåtagande för en släkting som svek förtroendet. 
Blix efterträddes av sin son Magnus Blix d.y., som dock blev mindre framgångsrik. Faktoriet var nedgånget, men Blix d.y. nekades pengar av Krigskollegium till en upprustning av detta, då man ansåg att vapnens kvalitet försämrats. Inspektioner genomfördes av landshövding Axel von Schaar och av Krigskollegium, vilket ledde till att Blix d.y. avsattes eftersom man menade att denne anskaffat bristfälliga råvaror samt för bristande ledarskap och eftersättande av kronans intressen.

## 1700-talet

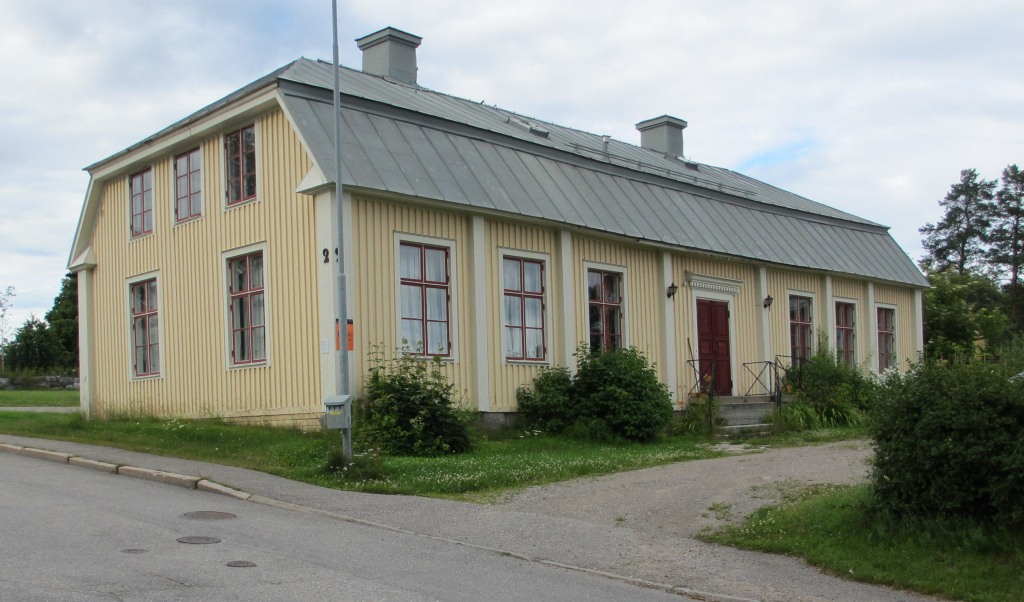
Rustkammaren.

Våren 1701 inledde interimsfaktorn Johan Lemoine sitt arbete med att upprusta faktoriet och efter att anslag beviljats av Krigskollegium skedde stora förbättringar under 1702. Lemoine avled 1705 och efterträddes av Anders Craelius som tjänstgjort som rustmästare vid faktoriet under fyra år. Craelius hade i huvudsak en god relation till sina underlydande och krigen under Karl XII medförde till en början förhållandevis goda tider för faktoriet. År 1712 kom även en skrivelse från kungen, som då befann sig i Bender, vilken gav faktoriet tillstånd att tillverka obegränsat med vapen utöver kronans beställningar. Överskottet fick både säljas inom Sverige och tullfritt exporteras till utlandet. Syftet med detta var att garantera den svenska vapenindustrins fortlevnad.
Under det stora nordiska kriget uppstod dock nya svårigheter. Sveriges ekonomiska problem medförde att staten fick svårt för att betala för vapenleveranserna från faktoriet och hantverkarna fick försämrade levnadsvillkor. Skulden lades på Craelius och i en besvärsskrivelse från hantverkarna till Krigskollegium 1719 ansåg man att Craelius inte hade anskaffat tillräckligt med råvaror, inte betalat hantverkarna för deras arbete och ha fördyrat bland annat spannmål och salt. Craelius kunde dock i huvudsak förklara sitt agerande, men Krigskollegium ansåg att viss kritik var befogad angående utbetalning av pengar till hantverkarna.
Man fick dock annat att tänka på när rysshärjningarna längs norrlandskusten inleddes. Man tvingades uppge tanken på försvar av staden då bönderna inte infann sig och stadsborna flydde. Ryssarna anlände den 21 maj 1721 och utan något motstånd kunde de först plundra och därefter bränna ned staden. Krigskollegium gav omedelbart Craelius i uppdrag att återuppbygga faktoriet för att förhindra att hantverkarna gav sig av och för att rädda det från nedläggning.
Det kom att dröja till hösten 1725 innan produktionen kunde återupptas. Hälften av hantverkarna hade försvunnit och faktoriet återvann aldrig sin tidigare ställning. Efter Craelius död 1744 blev Lars Eurén, som var från Kristinehamn och sedan 1740 kammarskrivare i Krigskollegium, ny faktor. Även Eurén var driftig och 1748 uppfördes ett nytt borrhus efter ritningar av Christopher Polhem. Vid 1755–56 års riksdag beslöts att de svenska faktorierna skulle säljas till privatpersoner, vilket man ansåg skulle underlätta exporten. Man förband sig att årligen beställa vapen och faktorierna skulle få behålla sina gamla privilegier samtidigt som blev skyldiga att hålla anläggningarna i stånd, täcka kronans behov och acceptera inspektioner. 
Eurén fick ansvaret för faktoriet i Söderhamn för all framtid, men av ekonomiska skäl kunde han inte upprätthålla verksamheten. Staten gjorde inte de utlovade beställningarna och vapnens kvalitet sjönk. Efter Euréns död övertogs anläggningen av Johan Charling, men trots en rad ombyggnader under 1780-talet fortsatte problemen. År 1813 nedlades faktoriet i Söderhamn då verksamheten flyttades till Carl Gustafs stads gevärsfaktori i Eskilstuna.

## Byggnader
I Söderhamn finns bevarat den rustkammare som uppfördes efter ryssarnas nedbränning av staden 1721. Denna träbyggnad, uppförd omkring 1722–26, har bland annat senare använts som ordenslokal, magasin, krukmakeriverkstad och föreningslokal. År 2012 såldes Rustkammaren till privata ägare med avsikt att renovera byggnaden för bostadsändamål.
Vidare har det av Polhem ritade Borrhuset från 1748 bevarats. Det övertogs av Ål- och Tälje sjösänkningsbolag, som uthyrde det till handels- och reparationsverkstad. Efter restaurering 1914–15 skänktes byggnaden till Söderhamns stad och används sedan dess som Söderhamns stadsmuseum. Den förklarades som byggnadsminne 1967.
Andra byggnader var Gevärssmedjan, som användes som pack- och mangelbod och av ett ullspinneri, innan det revs 1888. Slipverket stod däremot kvar till 1908.